# 维尔岑贝格-胡斯韦勒
维尔岑贝格-胡斯韦勒是德国莱茵兰-普法尔茨州的一个市镇。总面积6.46平方公里，总人口299人，其中男性158人，女性141人（2011年12月31日），人口密度46人/平方公里。